# Флуороводород
Флуороводородът (HF), при температура близка до стайната, е безцветен газ с остра миризма. Получава се при директно взаимодействие на флуор и водород. Реакцията е съпроводена с взрив. Водният разтвор на този газ се нарича флуороводородна киселина. Тя се определя като слаба киселина, въпреки че принадлежи към малката група киселини, способни да разяждат стъкло. Флуороводородът взаимодейства със силициевия диоксид от стъклото. Затова този газ не се получава и не се съхранява в стъклени съдове. От друга страна това свойство на флуороводорода се използва за гравиране върху стъкло.
Флуороводородът е много опасен газ, образуващ силно корозивната за тъканите флуороводородна киселина при досег с вода. Газът може да причини слепота и бързо разрушаване на роговицата.

## Химични свойства
Въпреки че е двуатомна молекула, HF образува относително силни междумолекулни водородни връзки. Твърдият флуороводород е съставен от зигзагообразни вериги от молекули. Тези молекули с къса H–F връзка (95 pm) са свързани със съседните молекули чрез дълги междумолекулни връзки (155 pm). При течния HF връзки са по-къси.
Флуороводородът кипи при 19,52 °C за разлика от по-тежките водородни халогениди, които кипят при много по-ниски температури (−85 °C или −35 °C). Водородните връзки на HF молекулите пораждат голям вискозитет в течна фаза и по-малко от очакваното налягане в газова фаза.
HF е много податлив на смесване с вода във всякакви пропорции. Може да образува монохидрат HF.H2O, който има точка на топене 44 °C над тази на чистия HF.
Флуороводородната киселина е слаба киселина, но концентрираните разтвори са силни киселини, поради образуването на йонна двойка с водородна връзка [H3O+·F−]. При течен безводен HF настъпва автойонизация:
3 HF ⇌ H2F+ + HF−
2
което води до образуването на много киселинен разтвор (H0 = −11).
HF реагира с Люисова киселина, при което се получава свръхкиселини. С SbF5 може да се получи H0 = −21.

## Получаване
Флуороводородът се получава при взаимодействието на сярна киселина с флуорит с висока чистота:
CaF2 + H2SO4 → 2 HF + CaSO4
Около 20% от произведения HF е вторичен продукт от производството на торове, при което се отделя хексафлуоросилинова киселина. Тази киселина може да се разгради така, че да отдели HF термално или чрез хидролиза:
H2SiF6 → 2 HF + SiF4
SiF4 + 2 H2O → 4 HF + SiO2

## Употреба
По принцип безводният флуороводород е по-често получава в промишлени количества, отколкото водния му разтвор, флуороводородната киселина. Основната му употреба е като прекурсор на органофлуорни съединения и на криолит за електролиза на алуминий.